# 陳法子
陳 法子（ちん ほうし、朝鮮語: 진법자、615年 - 680年）は、中国から百済に移住していた中国系百済人の貴族、将軍。百済・唐戦争では軍事業務を担当する百済の将軍だったが、唐軍に投降した。百済滅亡後、唐に移住して洛陽で暮らし、唐の将軍として活動した。陳法子の百済での官職は「恩率」。唐に投降した当時の陳法子の百済での最終官職は「司軍」の可能性が高い。「司軍」は、司軍部の長官として中級・下級武官の人事権を掌る官人とみられる。息子に陳龍英がいる。

## 生涯
中国で出土した陳法子の墓誌によって陳氏一族の出自と活動が詳らかになった。なお、陳法子の墓誌は、大唐西市博物館が所蔵している。陳氏の先祖は、2世紀末の黄巾の乱を避けて中国から朝鮮に移住した中国系移民であり、陳氏一族は熊津に定住していたが、漢城百済の崩壊後の百済の熊津遷都後に一族が頭角をあらわし、主に百済政府の外交と教育で活躍した。
陳法子は、615年に百済西部で生まれ、680年に洛陽で生涯を終えた。百済と唐で様々な官職を務めた。百済では、武王に出仕し、義慈王代まで旣母郡佐官や稟達郡将などの地方官として活躍した。陳法子が任官した稟達郡将は、『三国史記』黒歯常之伝に登場する風達郡将と同じ実体とみられ、黒歯常之は650年代に風達郡将になっているが、陳法子は650年頃に稟達郡将になったと推定されるが、稟達郡将と風達郡将の具体的な違いは判明していないが、家門の格の違いとする見解がある。また、陳法子が稟達郡将に任命された時期は、35歳前後だった義慈王代の650年頃であり、百済滅亡時の風達郡将だった黒歯常之の前任者と推定される。
洛陽北側の共同墓地がある邙山に葬られている。なお、邙山には陳法子以外にも義慈王や扶余隆なども葬られている。

## 家族
先祖は、後漢末期の混乱期に中国から朝鮮に移住した。移住時期は、後漢末期の184年に起きた黄巾の乱から各地方の軍閥が乱立するようになった献帝の建安年間までの間であるが、これ以上の具体的な時期は分からない。陳法子の先祖には、東城王代に中国南朝に派遣された陳明がいる。陳法子の曽祖父の陳春は太学の長官を務めている。陳法子の祖父である陳徳止は「達率」の官に任ぜられ、麻連大郡将を務めている。陳法子の父の陳微之は、「徳率」の官に任ぜられ、軍長を補佐する参司軍を務めている。

## 考証
陳法子の先祖は、後漢末期に黄巾の乱が勃発すると、朝鮮半島に亡命し、馬韓にたどり着く。陳法子の先祖は、後漢の植民地である楽浪郡・帯方郡を通過せずに、黄海を渡海して朝鮮半島に渡るが、その理由は、当時の楽浪郡・帯方郡は政治的・軍事的に大混乱していたからである。そして、陳法子の先祖は、最終的に熊津に定着するが、熊津に定着するようになった時期はおよそ4世紀中頃から5世紀はじめに比定される。それは、水村里遺跡から出土する中国製陶磁器から裏付けられ、陳法子の先祖は既にそこで暮らしていた中国人移民コミュニティと密接な関係を築き、中国人移民コミュニティで暮らしながら、断続的に渡来する中国人と引き続き関係を構築し、地域一帯が中国人移民コミュニティの特殊地域となる。その後、漢城百済が崩壊、百済が熊津に遷都すると、陳法子の先祖は中央政界に進出する足がかりを得る。東城王に出仕することになった陳明がその例である。陳法子の先祖は、対中国外交の使節を輩出しており、中国文化を百済貴族に伝えることで、百済貴族の中国文化に対する要求や需要を満たし、百済貴族と密接な関係を構築することに成功した。